# おねショタ
おねショタとは、主に漫画作品のジャンルにおいて、年上の女性（おねえさん）と年端も行かない少年（ショタ）とのカップリングを指す俗語。
ショタコンに代表する少年性愛や、もしくは年の差カップルなどのカテゴリ内に属する細分化されたジャンルである。

## 概要
歴史的に見て、ショタコンと言える少年愛及び少年性愛は古代ギリシアなどから遡って紐解く事が可能だが、ことおねショタというジャンルについてはその限りでなく、極めて近年に生まれた俗語である。
ただし、おねショタに意味される嗜好自体は少年愛などと同様に古くから存在し、ギリシア神話におけるプシューケーとエロースの逸話や、日本神話の海幸山幸の話に登場する玉依毘売と鵜草葺不合命などにその傾向が見て取れる。
また、日本の文学史においては世界最古の長編小説とされる『源氏物語』で既に藤壺中宮と光源氏のカップリングが登場しており
、おねショタに相当する概念の歴史そのものは長いと言える。
主に男性向け成人漫画で取り扱われるケースが多いが、TLなどで女性にも人気で、一般作品にも広く浸透しているジャンルである。
なお、相手との年齢差や関係性によって「姉ショタ」「ママショタ」「おばショタ」など更なる細分化がある。
なお別ジャンルとして、ショタをロリ（『ロリータ』から派生した、幼女、少女を指す俗語）キャラに置き換えたカップリングである「おねロリ」（百合）も存在する。

## おねショタを扱った漫画における構成
基本的にはショタジャンル全般の形式に準じており、年上の女性側が積極的に性的接触を図り少年側は受動的な立場が多いが、作品の中には、少年のほうが包容力があり、なおかつ誘導する意外性などイニシアチブを取るケースが存在する。
その場合では「ショタおね」と呼ばれ、作品紹介の説明に使われるなど、シチュエーションの差異をカテゴライズに求める声がある。

## 該当作品
- あきそら
- あと21cm！[9]
- 姉なるもの
- 姉のおなかをふくらませるのは僕
- オトナになる方法
- 乙嫁語り
- お姉ちゃんが来た
- 吸血鬼さんは無職です。[10]
- 小悪魔系JKなので小学生を誘惑してます[11]
- 最近雇ったメイドが怪しい
- 社畜OLと悪魔ショタ[12][13]
- 14歳でも幸せにします！[14]
- すのはら荘の管理人さん
- 育ってダーリン!!
- 弟子が可愛すぎてつらい[15]
- 天使が家にやってきた[16]
- 猫と私の金曜日
- 見上げると君は[17]
- ヤンキーショタとオタクおねえさん
- 私の少年